# Marc-André Moreau
Marc-André Moreau (ur. 22 stycznia 1982 w Chambly) – kanadyjski narciarz dowolny. Jego największym sukcesem jest srebrny medal w jeździe po muldach wywalczony podczas mistrzostw świata w Ruka. Zajął także czwarte miejsce w tej samej konkurencji na igrzyskach olimpijskich w Turynie. Najlepsze wyniki w Pucharze Świata osiągnął w sezonach 2004/2005 i 2005/2006, kiedy zajmował 30. miejsce w klasyfikacji generalnej.
W 2006 r. zakończył karierę.

## Osiągnięcia

### Igrzyska olimpijskie
| Miejsce | Dzień     | Rok  | Miejscowość | Konkurencja      | Zwycięzca       |
| ------- | --------- | ---- | ----------- | ---------------- | --------------- |
| 4.      | 15 lutego | 2006 | Turyn       | Jazda po muldach | Dale Begg-Smith |

### Mistrzostwa świata
| Miejsce | Dzień    | Rok  | Miejscowość | Konkurencja                 | Zwycięzca      |
| ------- | -------- | ---- | ----------- | --------------------------- | -------------- |
| 2.      | 19 marca | 2005 | Ruka        | Jazda po muldach            | Nathan Roberts |
| 8.      | 20 marca | 2005 | Ruka        | Jazda po muldach podwójnych | Toby Dawson    |

### Puchar Świata

#### Miejsca w klasyfikacji generalnej
- sezon 2002/2003: 86.
- sezon 2003/2004: 39.
- sezon 2004/2005: 30.
- sezon 2005/2006: 30.

#### Miejsca na podium
1. Mont Tremblant – 10 stycznia 2004 (Jazda po muldach) – 1. miejsce
2. Lake Placid – 15 stycznia 2005 (Jazda po muldach) – 3. miejsce
3. Naeba – 11 lutego 2005 (Jazda po muldach) – 2. miejsce